# Bikol (Cameroun)
Pour les articles homonymes, voir Bikol.
Bikol est un village de la région du Centre du Cameroun. Il est localisé dans l'arrondissement (commune) de Minta, département de la Haute-Sanaga. On y accède par la piste rurale qui lie Bibey à Bikang.

## Population et société
En 1963, la population de Bikol était de 77 habitants. Bikol comptait 60 habitants lors du dernier recensement de 2005. La population est constituée pour l’essentiel de Bamvele.